# 6120 Anhalt
6120 Anhalt (1987 QR) là một tiểu hành tinh vành đai chính được phát hiện ngày 21 tháng 8 năm 1987 bởi Freimut Börngen ở Tautenburg.